# Giovanni Spataro
Giovanni Spataro (Bologna, 26 ottobre 1458? – Bologna, 17 gennaio 1541) è stato un teorico musicale e compositore italiano e maestro di canto.

## Biografia
Spataro non effettuò studi universitari e non diventò ecclesiastico. La sua famiglia esercitava per tradizione il mestiere artigianale di fabbro, e difatti lasciò in eredità una fucina.
Insegnò canto a Bologna, presso San Petronio.
Studiò musica, arti e scienze sotto la guida di Bartolomé Ramos de Pareja e condivise le idee di quest'ultimo, nell'ambito della polemica contro Franchino Gaffurio. A questo proposito pubblicò Honesta defensio in N. Burti Parmensis opusculum  (1491) e Errori di Franchino Gaffurio (1521).
Oltre a questi scritti polemici, si distinse per le sue ricerche nell'ambito musicale, culminate dal libro pubblicato nel 1531 intitolato Trattato di musica.
Spatarò si dimostrò uno dei principali teorici del suo tempo, approfondì le tematiche della musicologia, in particolar modo quelle riguardanti l'armonia, e fu anche un polemista autorevole.
Tra le sue più importanti composizioni, si annoverano mottetti, messe, salmi, conservati in manoscritti a San Petronio.
Nella biografia di Padre Martini, realizzata da Leonida Busi, venne definito «Institutore vero della scuola musicale bolognese».

## Opere principali
- Ave gratia plena, a 4 voci;
- Ave Maria, a 6 voci (perduta);
- Cardinei cetus, (per  Leone  X, composta nel 1515) (perduta);
- Deprecor te, (perduta);
- Gaude Maria virgo, a 4 voci;
- Hec virgo est preclarum vas, a 4 e 5 voci;
- In illo tempore missus est angelus Gabriel, a 4 voci;
- Magnificats, (dedicato a Ercole d'Este nel 1482) (perduta);
- Missa Da pacem, (perduta);
- Missa de la pera, (per Hermes Bentivoglio) (perduta);
- Missa de la tradictora, (perduta);
- Missa de Sancta Maria Magdalena, (perduta);
- Missa O salutaris hostia, (composta nel 1533) (perduta);
- Missa Pera pera, (per Hermes Bentivoglio) (perduta);
- Missa Tue voluntatis, (perduta).
- Nativitas gloriose, (perduta).
- Nativitas tua, a 5 e 6 voci;
- Pater noster, a 5 voci (composta nel 1529) (perduta);
- Salve regina, (composta verso il 1493) (perduta);
- Tenebre facte sunt;
- Ubi opus est facto, (perduta);
- Virgo prudentissima, a 4 voci.